# كرونو كروس
كرونو كروس (بالإنجليزية: Chrono Cross)‏ و (باليابانية: クロノ・クロス) هي لعبة فيديو تقمص أدوار تم إنتاجها في سنة 1999 لأجهزة بلاي ستيشن 1 وقد تم تطويرها وإنتاجها عن طريق شركة سكوير، تم تصميم وتأليف اللعبة من قبل ماساتو كاتو وتم إخراج اللعبة عن طريق ياسويوكي هوني.